# Sfânta Elena

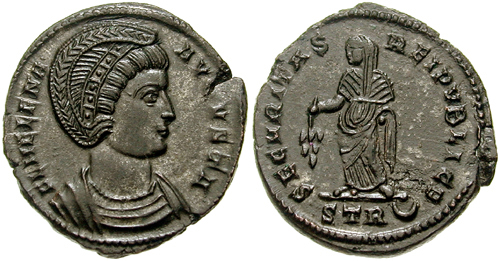
Helena; follis, 19 mm, 3,45 g; Colonia Augusta Trevorum (Trier), 325-326 d.Hr., avers: circular: FL HELENA AVGVSTA bust drapat spre dreapta, diademă; revers: circular: SECVRITAS REIPVBLICE, Securitas spre stânga, ține o ramură în mâna dreaptă; în exergă: STR, semilună

Flavia Iulia Helena, cunoscută sub numele de Helena Augusta sau Sfânta Elena (n. 250 d.Hr., Helenopolis⁠(d), Turcia – d. 18 august 330 d.Hr., Nicomedia, Roma Antică) a fost mama împăratului Constantin cel Mare.
S-a născut în orașul Drepanum, ulterior denumit Helenopolis,  (azi Karamürsel) în Bythinia (în nord-vestul Asiei Mici). Constantin a schimbat numele localității în Helenopolis, în onoarea mamei sale. Unii autori antici afirmă ca Helena era concubina lui Constanțiu, în timp ce alții nu specifică statutul ei legal sau social, iar un număr de autori o numesc soție (uxor) a lui Constanțiu.
Se pare totuși că Helena avea un statut social umil. Sf. Ambrozie din Milano afirmă că ea era o stabularia, o servitoare într-un han sau tavernă. De la originea modestă, a ajuns la rangul de augusta.
În anul 326, după moartea nepotului său Crispus și a nurorii sale Fausta, a mers în pelerinaj în Țara Sfântă. A murit la scurt timp după întoarcerea din pelerinaj, la vârsta de 80 de ani.

## Sărbătorire
Sfânta Elena este sărbătorită în Biserica Ortodoxă Română și în Biserica Română Unită cu Roma, Greco-Catolică, la 21 mai, împreună cu Sfântul Constantin. 
În Biserica Romano-Catolică este sărbătorită la 18 august.

## Numismatică
- Cu prilejul împlinirii a 1700 de ani de la promulgarea Edictului de la Milano și sărbătoririi Anului Omagial al Sfinților Împărați Constantin și Elena, Banca Națională a României a hotărât să pună în circulație, la 20 mai 2013, o emisiune monetară - monedă de argint, de calitate proof[9], având valoarea nominală de 10 lei, într-un tiraj total de 500 de exemplare. Titlul aliajului este de 999‰, moneda are formă rotundă, cu un diametru de 37 mm, iar greutatea ei este de 31,103 g. Cantul monedei este zimțat.[10]